# Lixus (città antica)
Lixus o Lisso (anche Λίξ e Λίγξ, Λίξος, Λίξα; e Lixos) è un'antica città del Marocco, situata poco a nord dell'attuale porto di Larache sul fiume Luccus. Si trattava di una delle principali città della provincia romana di Mauretania Tingitana.

## Geografia
L'antica Lixus si trova sul colle Tchemmich, sulla riva destra del Loukkos, poco a nord di Larache. Il sito si trova nel perimetro urbano di Larache, e circa tre chilometri nell'entroterra partendo dalla foce del fiume e dall'oceano Atlantico. Dai suoi 80 metri di altitudine, domina il territorio paludoso nel quale scorre il fiume. A nord Lixus è circondata da colline contornate a loro volta a nord ed est da foreste di querce.
Tra le rovine vi sono bagni, templi sconosciuti, mura del IV secolo, un pavimento a mosaico e i resti della collina del Campidoglio.

## Storia
Antica città della Mauretania Tingitana, Lixus fu colonizzata dai Fenici nel VII secolo a.C., ed in seguito annessa da Cartagine. Lixus faceva parte della catena di insediamenti fenicio-cartaginesi lungo la costa atlantica di quello che oggi è il Marocco. Gli altri importanti insediamenti, situati più a sud, erano Chella e Mogador.  Quando Cartagine cadde sotto il controllo romano, Lixus, Chellah e Mogador divennero parte del regno della Mauretania e successivamente avamposti imperiali romani.
Le fonti antiche concordano nel ritenere Lixus in origine anti-fenicia, il che è confermato dalla scoperta archeologica di materiale databile all'VIII secolo a.C. Crebbe gradualmente d'importanza, prima di passare sotto il dominio cartaginese. Dopo la distruzione di Cartagine, Lixus passò sotto il controllo del regno della Mauretania e successivamente e con l'impero romano divenne una colonia imperiale, raggiungendo l'apice durante il regno dell'imperatore Claudio  (41-54).
Alcuni antichi scrittori greci posizionano a Lixus il mitologico giardino delle Esperidi, custodi delle mele d'oro. Il nome della città era spesso citato dagli scrittori, da Annone il Navigatore al geografo di Ravenna, e confermato dalla leggenda riportata sulle sue monete e nelle inscrizioni. Gli antichi credevano anche che Lixus contenesse un santuario di Ercole, quello in cui Ercole raccolse le mele d'oro, più antico di quello di Cadice in Spagna. Non esistono però le basi per poter credere che Lixus sia stata fondata alla fine del II millennio a.C. Il posto rimase abitato fino alla conquista omayyade del Nord Africa, come dimostrato dalla presenza di una moschea e di una casa con patio e mura ricoperte di stucco colorato.

## Lavori archeologici
Il sito fu scavato con continuità dal 1948 al 1969. Negli anni sessanta Lixus fu restaurata e consolidata. Nel 1989, in seguito ad una conferenza internazionale a cui parteciparono numerosi scienziati, specialisti, storici ed archeologi del Mediterraneo, il sito fu parzialmente chiuso. Vennero studiati i mosaici del sito, che costituivano una vera ricchezza e sono ora conservati al museo archeologico di Tetuan. Lixus copre una superficie di circa 75 ettari, di cui la zona scavata costituisce il 20% circa.

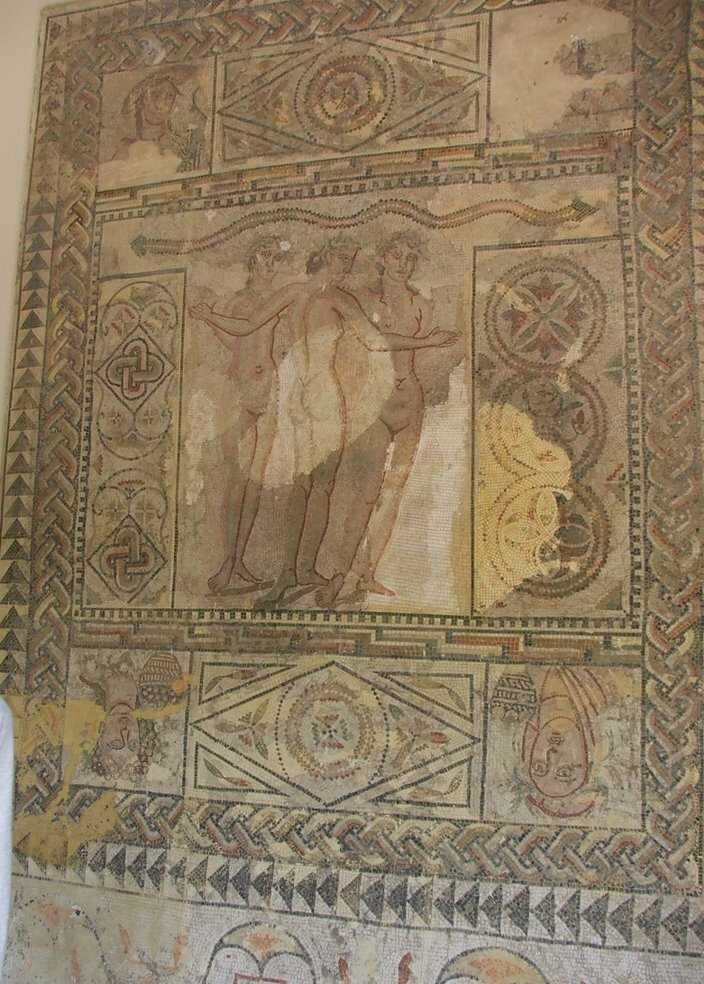
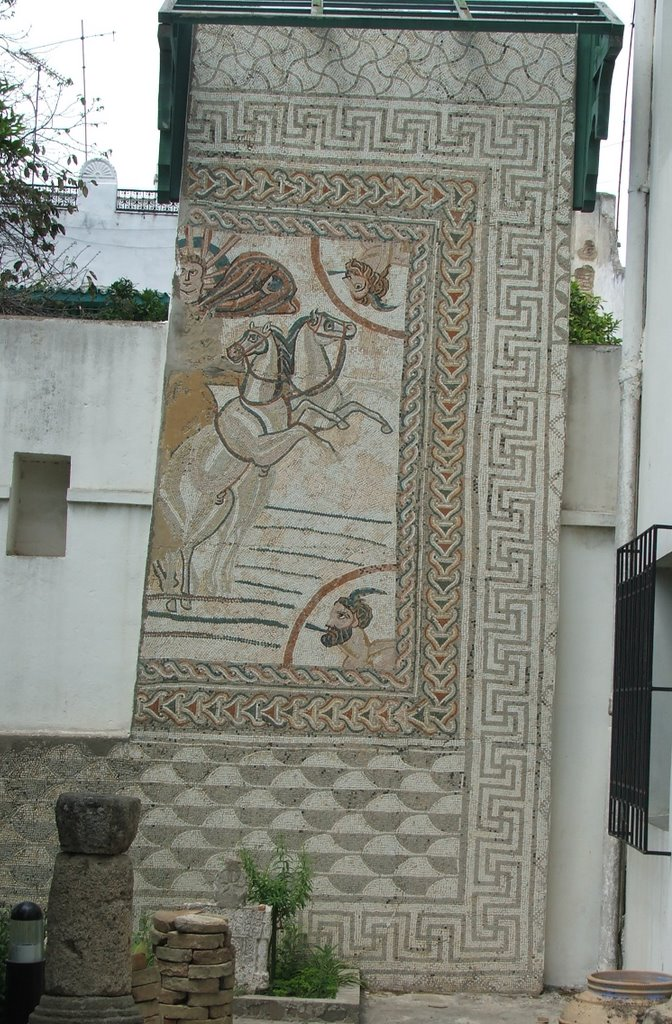
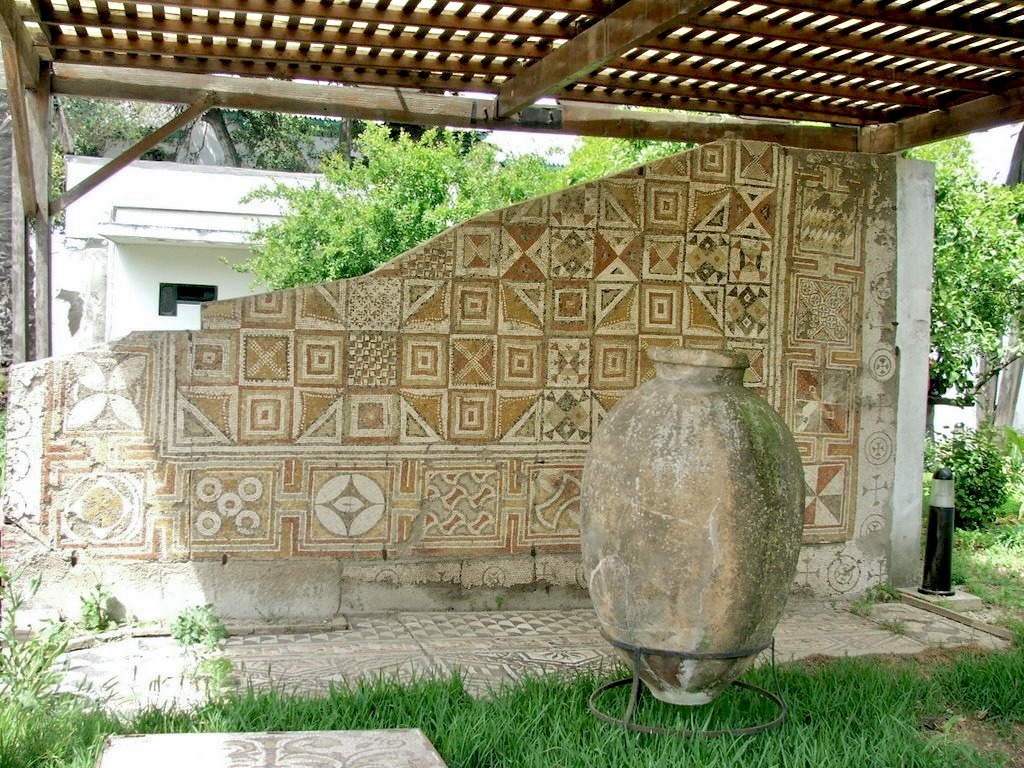
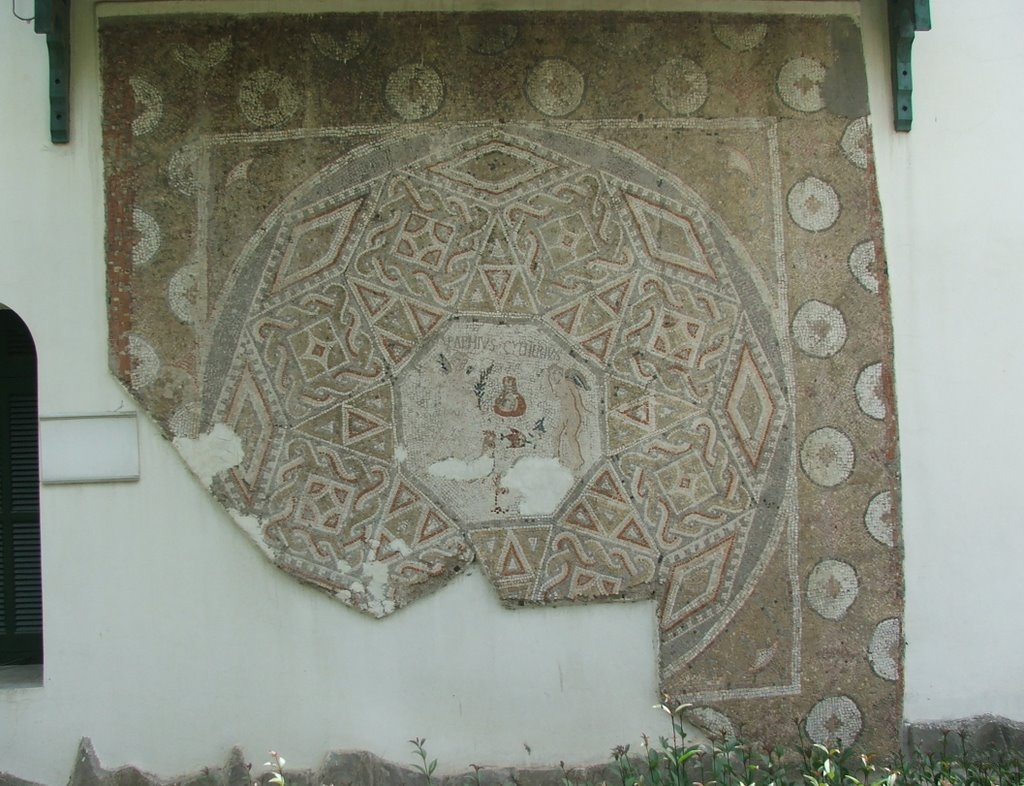

## Patrimonio dell'umanità
Il sito è stato proposto come nuovo patrimonio dell'umanità dell'UNESCO il 1º luglio 1995, per la sua importanza culturale.